# Gualberto Bianco
Pour les articles homonymes, voir Bianco (homonymie).
Gualberto Eduardo Bianco, né le 19 février 1925, est un footballeur argentin qui évoluait au poste d'attaquant.

## Biographie
Gualberto Bianco se distingue au sein de l'Atlético Chalaco lors du championnat du Pérou 1953 en marquant 17 buts. Sacré meilleur buteur de cette édition, il devient par la même occasion le premier buteur étranger de l'histoire du championnat du Pérou.

## Palmarès
Atlético Chalaco
- Championnat du Pérou :
  - Meilleur buteur : 1953 (17 buts).